# Kiviõli (stacja kolejowa)
Kiviõli – stacja kolejowa w miejscowości Kiviõli, w prowincji Virumaa Wschodnia, w Estonii. Położona jest na linii Tallinn - Narwa. 
Peron znajduje się ok. 310 m na wschód (w stronę Narwy) od głowicy rozjazdowej stacji.

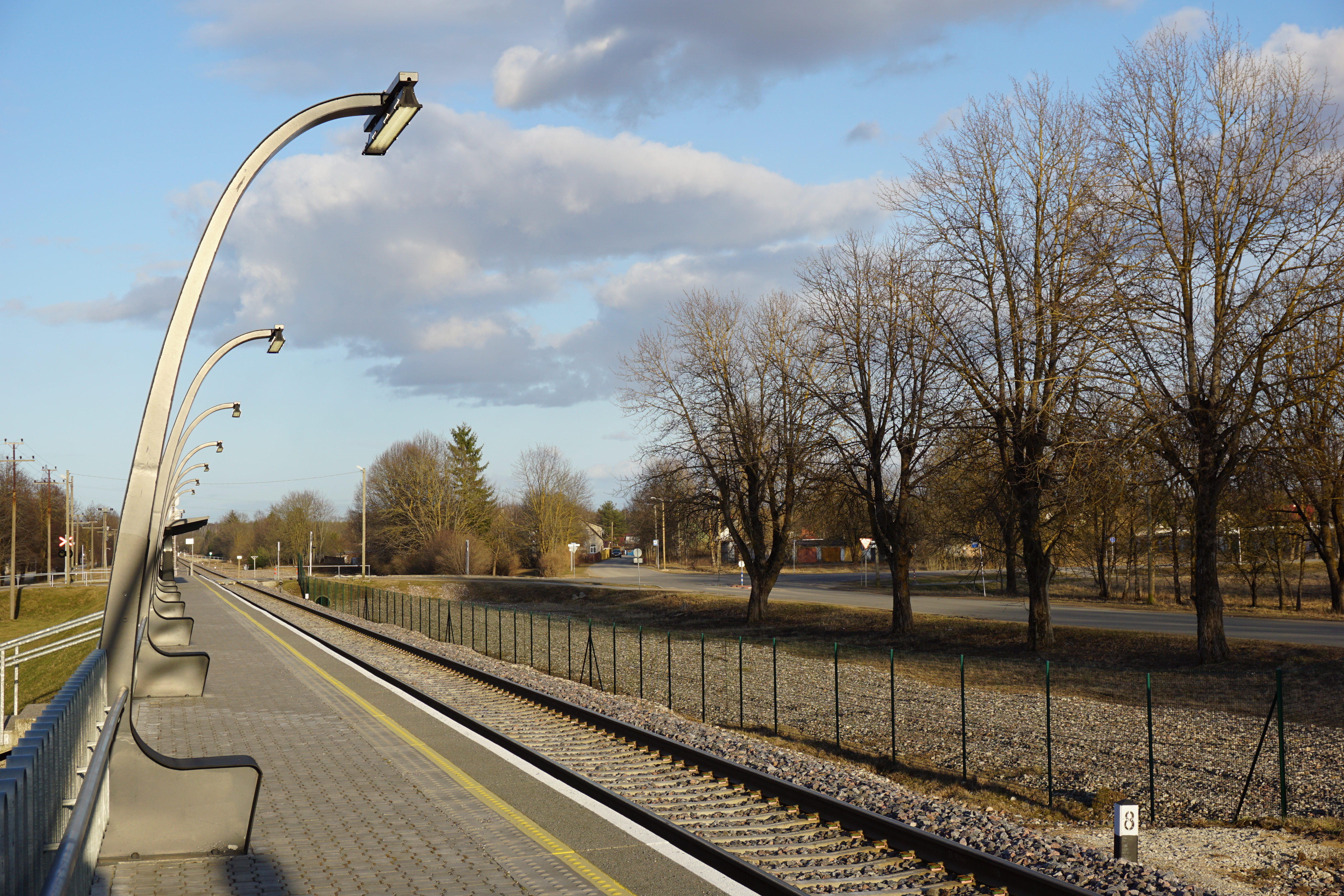
peron
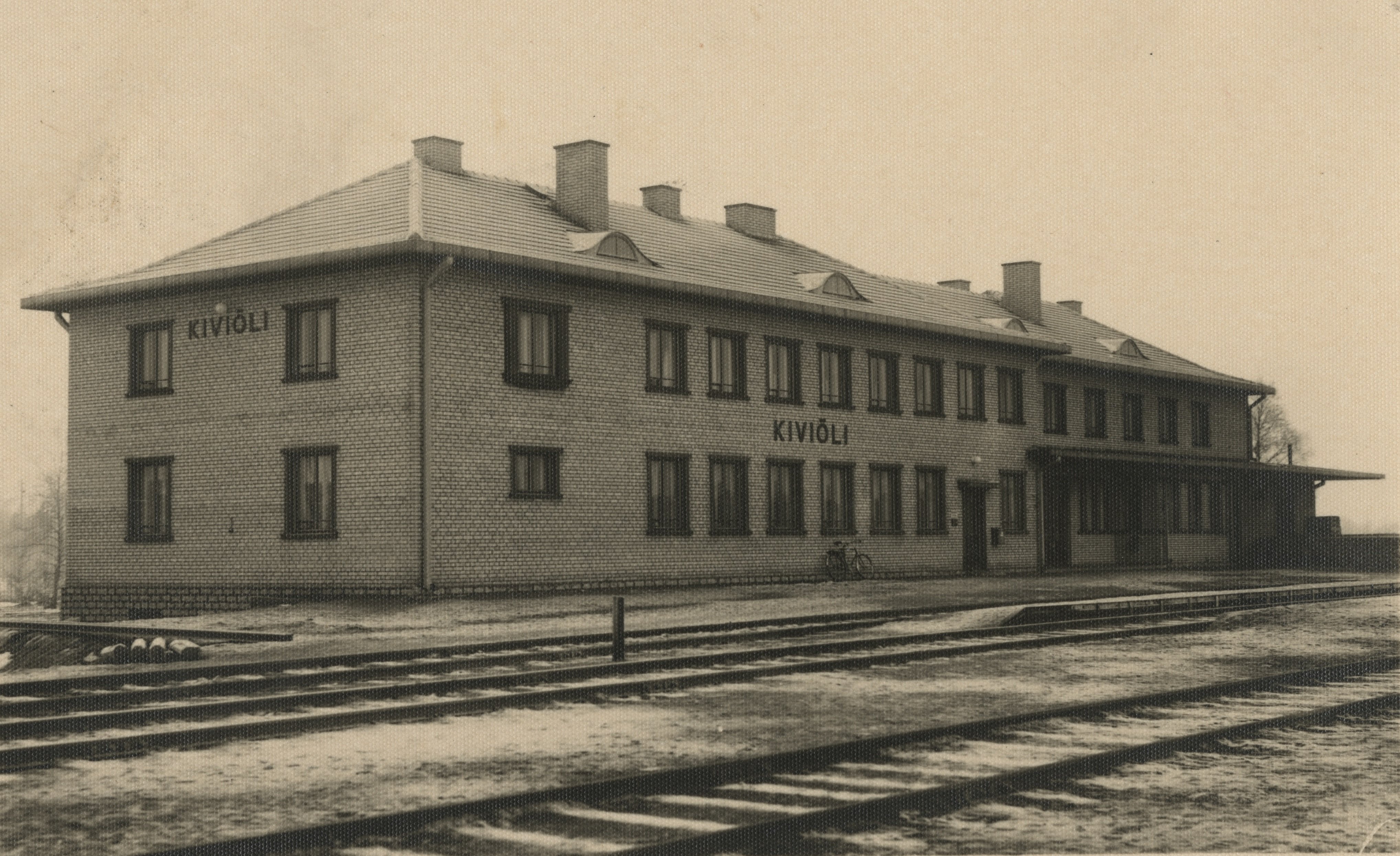
stacja w 1938